# Ернан Креспо
Ернан Хорхе Креспо (шп. Hernán Jorge Crespo; Флорида, Аргентина, 5. јул 1975), бивши је аргентински фудбалер и актуелни тренер Ал Аина. Као фудбалер играо је на позицији нападача, наступао је за Ривер Плејт, Парму (у два наврата), Лацио, Интер (у два наврата), Челси (у два наврата), Милан и Ђенову.

## Биографија
Пуно име му је Ернан Хорхе Креспо, а надимак Валданито. У Европу, тачније у италијанску Парму, дошао је 1996. из аргентинског клуба Ривер Плејт. Иако су га још у Ривер Плејту мучиле повреде, а затим и тежак почетак у Парми, успевао је просечно постизати голове, по један гол на сваке две утакмице. Због снаге и прецизног ока често га упоређују са Батистутом, а многи се у томе и слажу. Освојио је наслов аргентинског првака, куп УЕФА, копа Либертадорес, првенство Енглеске, првенство Италије, куп Италије, суперкуп Италије, суперкуп Енглеске. Познат је по томе што трчи свих 90 минута, а шутира и левом и десном ногом. Велики је фан Ролингстонса, а за репрезентацију Аргентине одиграо је укупно 64 утакмице и постигао 35 голова. Рачунајући национална првенства свих земаља у којима је играо (Аргентина, Италија и Енглеска) одиграо је 453 утакмице и постигао 198 голова, а ако се урачунају национални купови и континентална клупска такмичења Креспо је одиграо 608 званичних утакмица и постигао 271 гол.

## Највећи успеси (као играч)

### Ривер Плејт
- Првенство Аргентине (3) : 1993. (Апертура), 1994. (Апертура), 1996. (Апертура)
- Копа Либертадорес (1) : 1996.

### Парма
- Куп Италије (1) : 1998/99.
- Куп УЕФА (1) : 1998/99.
- Суперкуп Италије (1) : 1999.

### Лацио
- Суперкуп Италије (1) : 2000.

### Милан
- Суперкуп Италије (1) : 2004.
- Лига шампиона : финале 2004/05.

### Челси
- Првенство Енглеске (1) : 2005/06.
- Суперкуп Енглеске (1) : 2005.

### Интер
- Првенство Италије (3) : 2006/07, 2007/08, 2008/09.
- Суперкуп Италије (2) : 2006, 2008.

## Највећи успеси (као тренер)

### Дефенса и Хустисија
- Копа Судамерикана (1) : 2020.

### Сао Пауло
- Лига Паулиста (1) : 2021.

### Ал Духаил
- Првенство Катара (1) : 2022/23.
- Куп Катара (1) : 2022/23.
- Куп принца Катара (1) : 2023.

### Индивидуална признања
- Тренер године Копа Судамерикана (1) : 2020.
- Тренер године Лига Паулиста (1) : 2021.